# روفنسدن (بيدفوردشير)
روفنسدن (بالإنجليزية: Ravensden)‏ هي قرية و أبرشية مدنية تقع في المملكة المتحدة في إنجلترا.